# Pierre Canivet
Pierre Henri Canivet (* 22. Mai 1890 in Paris; † 25. Januar 1982 in Garches) war ein französischer Curler.
Canivet spielte als Third in der französischen Mannschaft bei den I. Olympischen Winterspielen 1924 in Chamonix im Curling. Die Mannschaft gewann die olympische Bronzemedaille.

## Erfolge
- 3. Platz Olympische Winterspiele 1924